# Cigelam (Ciruas)
Cigelam is een bestuurslaag in het regentschap Serang van de provincie Banten, Indonesië. Cigelam telt 4552 inwoners (volkstelling 2010).